# Aéroport international de Pittsburgh
L'aéroport international de Pittsburgh est situé approximativement à 30 kilomètres à l'ouest du centre de Pittsburgh dans l’État de Pennsylvanie à la sortie 6 du PA-60 (Future I-376) et du terminus Nord du PA Turnpike 576 (Future I-576). PIT est principalement un aéroport civil opérant 186 vols non-stop par jour vers 49 destinations avec 28 compagnies aériennes. C'est aussi la base du Pittsburgh Joint Air Reserve Station.

## Trafic
L'aéroport international de Pittsburgh est le second en nombre de passagers en Pennsylvanie et est le quarante-huitième aéroport nord-américain avec plus de 8 millions de passagers qui y ont transité en 2009. Il est un des hubs de la compagnie aérienne américaine US Airways.
Le graphique qui aurait dû être présenté ici ne peut pas être affiché car il utilise l'ancienne extension Graph, désactivée pour des questions de sécurité. Des indications pour créer un nouveau graphique avec la nouvelle extension Chart sont disponibles ici.

Voir la requête brute et les sources sur Wikidata.

## Compagnies et destinations

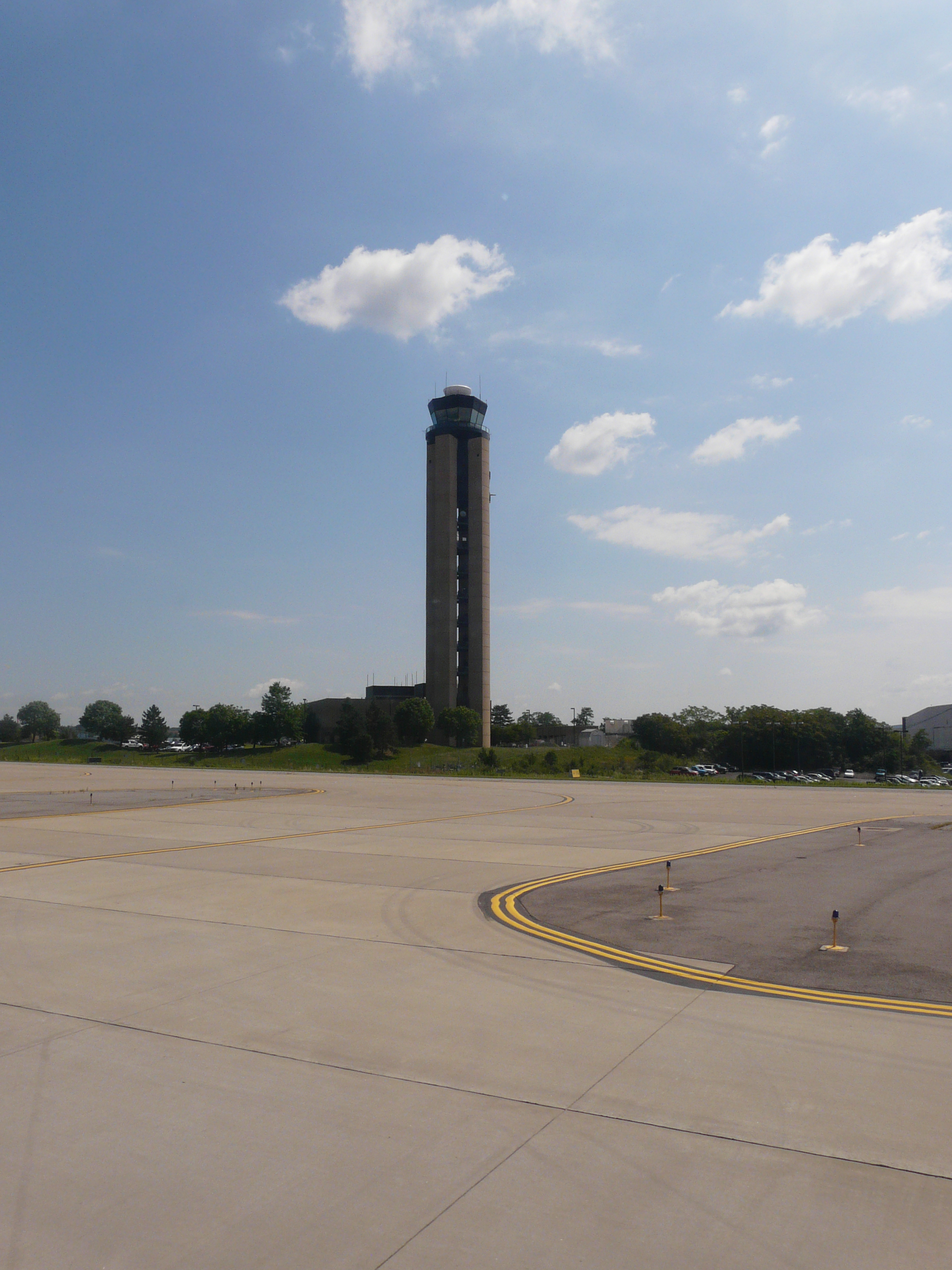

| Compagnies         | Destinations | Refs   |
| ------------------ | --- | ------ |
| Air Canada Express | Montréal (P.-E.-Trudeau), Toronto (Pearson) | [ 2 ]  |
| Alaska Airlines    | Seattle-Tacoma | [ 3 ]  |
| Allegiant Air      | Charleston, Jacksonville, Orlando-Sanford, Punta Gorda (Floride), Sarasota-Bradenton, Savannah, St. Petersburg-Clearwater, Palm Beach En saison : Austin-Bergstrom, Fort Walton-Nord Floride, Memphis , Myrtle Beach, Nashville , La Nouvelle-Orléans-L. Armstrong, Norfolk                     | [ 5 ]  |
| American Airlines  | Charlotte-Douglas, Chicago-O'Hare, Dallas-Fort Worth, New York-LaGuardia, Philadelphie, Phoenix-Sky Harbor En saison : Washington-Reagan | "      |
| American Eagle     | Charlotte-Douglas, Chicago-O'Hare, Miami, New York-John F. Kennedy, New York-LaGuardia, Philadelphie, Raleigh-Durham, Washington-Reagan En saison : Dallas-Fort Worth | [ 6 ]  |
| Boutique Air       | Johnstown (comté de Cambria) (en) | [ 7 ]  |
| British Airways    | Londres-Heathrow | [ 8 ]  |
| Condor             | En saison : Francfort | [ 9 ]  |
| Contour Airlines   | Indianapolis | [ 10 ] |
| Delta Air Lines    | Atlanta H.-Jackson, Détroit, Salt Lake City En saison : Cancún, Minneapolis-Saint-Paul | [ 11 ] |
| Delta Connection   | Boston Logan, Détroit, Minneapolis-Saint-Paul, New York-John F. Kennedy, New York-LaGuardia, Raleigh-Durham | [ 11 ] |
| Frontier Airlines  | En saison : Denver , Orlando | [ 13 ] |
| JetBlue            | Boston Logan | [ 14 ] |
| Southwest Airlines | Atlanta H.-Jackson, Baltimore-T. Marshall, Chicago-Midway, Dallas-Love Field, Denver, Fort Lauderdale-Hollywood, Fort Myers, Houston-W. P. Hobby, Las Vegas-Harry-Reid, Nashville, Orlando, Phoenix-Sky Harbor, Lambert-Saint Louis, Tampa En saison : Cancún, La Nouvelle-Orléans-L. Armstrong | [ 15 ] |
| Spirit Airlines    | Cancún, Fort Lauderdale-Hollywood, Las Vegas-Harry-Reid, Los Angeles, Orlando En saison : Fort Myers, Myrtle Beach, Tampa | [ 16 ] |
| United Airlines    | Chicago-O'Hare, Denver, Houston-George Bush, Newark-Liberty, San Francisco, Washington-Dulles | [ 17 ] |
| United Express     | Chicago-O'Hare, Houston-George Bush, Newark-Liberty, Washington-Dulles | [ 17 ] |

Édité le 10/02/2020